# محمد مجادلة
محمد مجادلة (ولد في 25 ديسمبر 1992) هو صحفي وإعلامي عربي فلسطيني إسرائيلي. يعمل كمدير قسم الأخبار وكمقدم بارز في راديو الناس الذي يبث من الناصرة، ويعمل أيضًا كمحلل في قناة الأخبار 12، وله عمود دائم في صحيفة "غلوبس".

## سيرته الشخصية

### حياته
مجادلة أعزب ويقيم في باقة الغربية. وُلد في مدينة باقة الغربية التي تقع في المثلث، وهو ابن وزير العلوم والثقافة والرياضة السابق غالب مجادلة وهدى غنايم مجادلة. درس في المدرسة الزراعية يمه وتابع دراسته في الاتصالات في الكلية الأكاديمية في عيمق يزراعيل، حيث تخرج في عام 2017.

### عائلته
ولد مجادلة في باقة الغربية إحدى ضواحي المثلث لعائلة عربية مسلمة . والده هو السياسي وعضو الكنيست عن حزب العمل غالب مجادلة ( وزير العلوم والثقافة والرياضة لاحقًا)، ووالدته هدى غانم مجادلة. درس في مدرسة ياما الزراعية. بدأ بعد ذلك بدراسة الاتصالات في الكلية الأكاديمية عيمق يزرعيل ، وتخرج منها عام 2017. لديه شقيقتان وأخ.

### مناصبه
في مارس 2021، بدأ محمد مجادلة بكتابة عمود تحليلي سياسي ثابت لصحيفة "جلوبس". في نفس الوقت، بدأ الظهور كمحلل في برامج "استوديو الجمعة" و"لقاء مع الصحافة"، وابتداءً من يوليو 2021، انضم رسميًا إلى فريق المحللين والمراسلين في شركة الأخبار. بالإضافة إلى دوره كمقدم، عمل محمد مجادلة أيضًا كصحفي ميداني وتم إرساله لتغطية العديد من الأحداث، من بينها توقيع اتفاقية النووي مع إيران في فيينا عام 2015، والأحداث على حدود قطاع غزة خلال عملية الجرف الصامد. كما قاد تغطية الانتخابات للكنيست العشرين على قناة i24NEWS باللغة العربية. في عام 2017، ترك محمد مجادلة منصبه كمحرر ومقدم النشرة الرئيسية في قناة i24NEWS، وانتقل إلى قناة موساوا، حيث أسس قسم الأخبار هناك. بعد ذلك، قدم البرنامج الرئيسي للشؤون الجارية في القناة.
إلى جانب عمله كمقدم، قام محمد مجادلة بأداء دور المعلق الصوتي وأنتج عددًا من الأفلام الوثائقية التي تم بثها على قنوات دولية باللغة العربية، بما في ذلك الجزيرة، CNN بالعربية، ودويتشه فيله بالعربية. عندما تم الإعلان عن نتائج المناقصة لبث راديو الناس باللغة العربية في عام 2019، تم تعيين محمد مجادلة كمدير لقسم الأخبار في الراديو، وكُلف بمهمة إنشاء هذا القسم. يقدم مجادلة برنامج الراديو الرئيسي في ساعات الصباح.